# Prionapteryx mariaeludovicae
Prionapteryx mariaeludovicae là một loài bướm đêm trong họ Crambidae.